# أنطونيو ياكوليش
أنطونيو ياكوليش (بالكرواتية: Antonio Jakoliš) هو لاعب كرة قدم كرواتي في مركز الجناح ولد في يوم 28 فبراير 1992 في فاراجدين في سلوفينيا. يلعب حالياً مع نادي أبويل وسبق له اللعب مع دنيبرو دنبيروبيتروفسك وهايدوك سبليت ونادي موسكرون ونادي زادار وسي إف آر كلوج وستيوا بوخارست وأبولون ليماسول. لعب مع منتخب كرواتيا تحت 21 سنة لكرة القدم ويبلغ طوله 174 سم.